# Ambruse Vanzekin
Ambruse Vanzekin (14 luglio 1986) è un ex calciatore nigeriano, di ruolo portiere.

## Carriera

### Club
Dopo due stagioni nel Bendel Insurance F.C, nel gennaio del 2008 è passato all'Akwa United F.C., squadre che fanno parte della Nigerian Premier League.

### Nazionale
Ha fatto parte della selezione per Pechino 2008 ed in passato fu membro della nazionale Nigeriana Under 17 al Campionato del Mondo FIFA U-17 nel 2003 e della Nazionale Nigeriana Under 20  ai Mondiali Under-20 del 2005. In questa competizione si classificò al secondo posto, dietro all'Argentina di Lionel Messi. Nella semifinale contro i Paesi Bassi padroni di casa, vinta ai calci di rigore, Vanzekin ne parò due e ne segnò uno "a cucchiaio".

## Palmarès

### Nazionale
- Argento olimpico: 1

Pechino 2008